# Heinrich Delius (Richter)
Heinrich Theodor Hermann Delius (* 7. April 1877 in Hamburg; † 17. Juni 1947 in Leipzig) war ein deutscher Reichsgerichtsrat.

## Leben
Heinrich Delius war das jüngste von sieben Kindern seiner Eltern Kaufmann Albrecht Daniel Delius (1823–1908) und Elisabeth Therese Maria Anna Henriette geb. Delius (1839–1922) aus Hamburg. Er wurde 1898 in Göttingen zum Dr. jur. promoviert und im gleichen Jahr als Richter vereidigt. 1904 heiratete er Irmgard Emma Luise Gaul (1885–1969), mit der er zwei Kinder hatte. 1905 wurde er Landrichter. Im Ersten Weltkrieg war er Rittmeister der Landwehrkavallerie und wurde mit dem Eisernen Kreuz II. und I. Klasse ausgezeichnet. 1919 ernannte man ihn zum Oberlandesgerichtsrat. Am 22. Juni 1928 kam er an das Reichsgericht, war im  I. und VI. Zivilsenat tätig und trat 1944 altersbedingt in den Ruhestand. Er war kein NSDAP-Parteimitglied, aber Mitglied im nationalsozialistischen Rechtswahrerbund.
Er war Mitglied der Studentenverbindung Albingia Freiburg im Breisgau.